# Bathyuroconger vicinus
Espèce
Statut de conservation UICN

 LC  : Préoccupation mineure
Bathyuroconger vicinus est une espèce de poissons téléostéens serpentiformes.